# William Adams Richardson
Pour les articles homonymes, voir Richardson.
Ne doit pas être confondu avec William Richardson ou William J. Richardson.
William Adams Richardson, né le 2 novembre 1821 à Tyngsborough (Massachusetts) et mort le 19 octobre 1896 à Washington (district de Columbia), est un homme politique américain. Membre du Parti républicain, il est secrétaire du Trésor entre 1873 et 1874 dans l'administration du président Ulysses S. Grant.

## Ouvrages
- The Banking Laws of Massachusetts (Lowell, 1855)
- Supplement to the General Statutes of the Commonwealth of Massachusetts, avec George P. Sanger (Boston, 1860-1882)
- Practical information concerning the public debt of the United States: with the national banking laws  (Washington, 1872)

## Sources
- (en) Cet article est partiellement ou en totalité issu de l’article de Wikipédia en anglais intitulé « William Adams Richardson » (voir la liste des auteurs).